# Герб Альметьевского района
Герб Альме́тьевского муниципального района Республики Татарстан Российской Федерации — опознавательно-правовой знак, служащий официальным символом муниципального образования.
Герб утверждён Решением № 131 Совета Альметьевского муниципального района 26 декабря 2006 года.
Герб внесён в Государственный геральдический регистр Российской Федерации под регистрационном номером 3450 и в Государственный геральдический реестр Республики Татарстан под № 92.

## Описание герба
«На зелёном поле с червлёной оконечностью, поверх всего — золотой сквозной цветок тюльпана, внутри которого поставленная на оконечности золотая приставная лестница и поверх неё — бьющий из оконечности чёрный о двух струях фонтан».— 

## Символика герба[7]
Герб языком символов и аллегорий отражает природные, экономические и исторические особенности Альметьевского района.
История Альметьевска ведёт своё начало с первой четверти XVIII века, когда на этом месте было основано село Альметьево, выросшее затем в рабочий посёлок, а в 1953 году преобразованное в город. Становление Альметьевска как города было связано с глобальным масштабом работ по освоению нефтяных месторождений.
Сегодня Альметьевский район — крупнейший в Татарстане центр нефтедобычи. Одна из ведущих нефтяных компаний России ОАО «Татнефть», расположенная в Альметьевске, вносит огромный вклад в развитие экономики и социальной жизни не только района, но и республики в целом.
Эта особенность района отмечена в гербе изображением золотой лестницы и черным фонтаном. Золотая лестница — аллегорическое изображение нефтяной вышки. Сочетание золота и чёрного цвета подчёркивает символическое определение нефти как «чёрного золота».
Золото — символ урожая, богатства, интеллекта и уважения.
Чёрный цвет — символ благоразумия, мудрости, скромности, честности.
Золотая лилия указывает на расцвет, величие и славу Альметьевского района. Кроме того, цветок, как один из главных растительных орнаментов в искусстве тюркских народов, аллегорически отражает историю этой земли.
Цветовая гамма щита олицетворяет сочетание природы и промышленного производства.
Зелёное поле герба подчёркивает географические особенности района, природную красоту здешних мест. Зелёный цвет — символ природы, здоровья, молодости, жизни.
Красная оконечность указывает на развитое промышленное производство Альметьевского района — мощного индустриального центра юго-восточного региона республики. Красный цвет — символ мужества, силы, трудолюбия, красоты и праздника.

## История герба

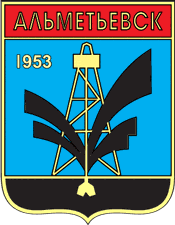
Герб Альметьевска (1987 год)

Герб Альметьевского района создан на основе герба Альметьевска, утверждённого исполнительным комитетом Совета народных депутатов города 9 октября 1987 года (решение № 558). Автор герба — Е. Г. Стефановский.
Авторы герба района: Рафаэль Курамшин (Альметьевск), Марат Исламов (Альметьевск).
Доработка герба района произведена Геральдическим советом при Президенте Республики Татарстан совместно с Союзом геральдистов России в составе:
Рамиль Хайрутдинов (Казань), Радик Салихов (Казань), Константин Моченов (Химки), Галина Русанова (Москва), Кирилл Переходенко (Конаково).